# Константинов, Александр Александрович (биохимик)
Александр Александрович Константинов (2 июня 1949 — 1 мая 2020) — советский и российский учёный-биохимик.

## Биография
Александр Константинов родился в Москве в семье биологов, выпускников Биологического факультета Московского государственного университета имени М. В. Ломоносова. Отец, Александр Степанович Константинов в последние годы был профессором кафедры ихтиологии Биологического факультета МГУ. Мать, Наталья Сергеевна Константинова (Юркевич) всю жизнь проработала во Всесоюзном НИИ вирусологии «Микроб» (г. Саратов). Вскоре после рождения сына семья переехала в г. Саратов, где Александр закончил школу. В 1967 г. он, как и его родители, поступил в Московский государственный университет. В 1972 г. закончил кафедру биохимии растений (молекулярной биологии) Биологического факультета МГУ, затем аспирантуру. С 1975 г. до конца жизни работал в НИИ Физико-химической биологии имени А. Н. Белозерского МГУ. В 1987 г. защитил докторскую диссертацию (без защиты кандидатской диссертации) на тему «Перенос электронов и трансформация энергии в цитохромной цепи митохондрий». С 1995 года возглавлял лабораторию транспорта электронов в биологических системах.

## Научная деятельность и достижения
Александр Константинов принадлежал к одному из первых поколений учеников В. П. Скулачева, принявших активное участие в обосновании хемиосмотической теории Митчелла. Круг его научных интересов был связан с изучением механизма переноса зарядов в электрон-транспортных цепях митохондрий и бактерий. В 1970—1980 гг. работы Константинова позволили обосновать циклический механизм переноса электронов комплексом bc1 и, таким образом, экспериментально подтвердить гипотезу Q-цикла Митчелла. В 1976 г., используя метод ЭПР, Александр Александрович совместно с сотрудниками физфака МГУ Э. К. Рууге и А. Н. Тихоновым открыл существование стабильных свободнорадикальных форм убихинона в том же bc1-звене дыхательной цепи митохондрий. В 1977 г. он совместно с А. В. Пескиным и И. Б. Збарским обнаружили низкую супероксиддисмутазную активность в раковых клетках. В те же годы группа исследователей во главе с Л. А. Драчевым, в составе которой был А. А. Константинов, впервые использовала прямой электрометрический метод измерения генерации мембранного потенциала для изучения фотоиндуцированных электрических процессов в реакционных центрах хроматофоров Rhodospirillum rubrum и Rhodopseudomonas viridis. В 1980 г. эти работы были удостоены премии Ленинского комсомола по науке. В 90-е годы сотрудничество Константинова с проф. Л. Хедерштедтом (Университет г. Лунд, Швеция) внесло важный вклад в понимание механизма работы сукцинатдегидрогеназ из бацилл. С 1990-х годов основное внимание Александр Александровича было сфокусировано на изучении терминальных оксидаз дыхательной цепи, а в последние годы основное внимание было сосредоточено на механизмах регуляции цитохромсоксидаз.
Александр Александрович Константинов был руководителем 14 кандидатских диссертаций, воспитал плеяду талантливых учеников, многие из которых успешно продолжают научные исследования в России и за рубежом. В 2008 году президиум РАН наградил А. А. Константинова премией имени А. Н. Баха — за цикл работ «Роль пероксидазной реакции в механизме энергосопряженного восстановления кислорода оксидазами дыхательной цепи».
Александр Константинов входил в состав редколлегий журналов Биохимия (с 1992 г.) и Biochimica et Biophysica Acta (1990—1999), Open Life Sciences (с 2006 г.), Journal of Biophysical Chemistry (с 2010 г.). Был международным ученым-исследователем Медицинского Института Говарда Хьюза (2000—2010 гг.), руководителем международных научных проектов, включая гранты Howard Hughes, CRDF, INTAS, приглашенным докладчиком на многих престижных международных конференциях и симпозиумах. Он был одним из самых цитируемых российских ученых, стипендиатом программы «Выдающиеся ученые России» (1994—1996; 1997—1999 и 2000—2002 гг.). Его блестящие работы публиковались в журналах с высоким импакт-фактором, включая PNAS, JBC, BBA-Bioenergetics, Biochemistry, PLoS One, FEBS Letters и других.
C 2002 г. Александр Александрович был приглашенным профессором Института Химических и Биологических Технологий Нового Лиссабонского Университета (ITQB NOVA, Португалия).

## Награды
- Лауреат премии Ленинского комсомола (1980).
- Премия имени А. Н. Баха (2008).
- Заслуженный научный сотрудник Московского университета (2008).

## Увлечения
Александр Александрович Константинов увлекался классической музыкой, играл на скрипке. С 1968 г., студентом первого курса, он начал играть в Камерном оркестре МГУ под руководством Э. Гиндина, в 1971 году стал концертмейстером, а с 1991 г. — художественным руководителем этого коллектива, музыканты которого одними из первых в России начали исполнять барочную музыку в аутентичной манере.